# Le Comte de Mazzara
Le Comte de Mazzara est un court roman dramatique à caractère fantastique d'Alexandre Dumas, publié originellement en feuilleton du 18 novembre au 14 décembre 1866 dans son journal Le Mousquetaire et édité pour la première fois en volume en 2019.

## Le récit
La structure narrative adoptée est celle du procédé littéraire de la mise en abyme : un récit emboîté dans un autre récit, lui-même articulé dans un troisième, le conteur initial étant Alexandre Dumas lui-même et le narrateur principal son héros Quinzac.
La tonalité de l’intrigue est pathétique et placée sous le sceau de la fatalité. Un jeune aristocrate parisien peu argenté, le vicomte Alphonse de Quinzac, est invité à séjourner à Palerme dans le somptueux palais d’un richissime gentilhomme sicilien, le  Comte de Mazzara, qui vit seul avec sa fille et semble ostracisé par la population de la ville. De désagréments en drames de plus en plus catastrophiques, il s’avère que le comte est un « Jettator », un jeteur de mauvais sort qui porte malheur malgré lui à tous ceux qui l’approchent. L’issue est dramatique : le comte et sa fille meurent tragiquement. Épargné par le sort, le Français Quinzac, qui était leur seul ami, hérite de leur fortune.
Le début du roman, dans lequel Alexandre Dumas se met en scène lors d’un voyage à Palerme, lui permet de manifester sa sympathie pour la cause de l’Unité italienne en y dialoguant avec le célèbre patriote Giuseppe Garibaldi. 